# Gutenstetten
Gutenstetten er en kommune i den mittelfrankiske Landkreis Neustadt an der Aisch-Bad Windsheim i den tyske delstat Bayern. Den er en del af Verwaltungsgemeinschaft Diespeck.

## Geografi
Kommunen ligger i de sydlige udløbere af Steigerwald.
Gennem kommunens område løber floderne Steinach, Ehe og Aisch.

## Nabokommuner
Nabokommuner er (med uret, fra nord): Uehlfeld, Dachsbach, Gerhardshofen, Diespeck og Münchsteinach.

## Inddeling
I kommunen ligger ud over Gutenstetten landsbyerne:
- Bergtheim
- Haag
- Kleinsteinach
- Pahres
- Reinhardshofen
- Rockenbach

## Religion
Hovedparten af kommunens indbyggere er protestanter.